# Komidyllio
Das Komidyllio (griechisch κωμειδύλλιο, Kofferwort aus komodia κωμωδία ‚Komödie‘ und idyllio ειδύλλιο ‚Idyll, Romanze‘) ist eine griechische Form des Singspiels, die im späten 19. Jahrhundert entstand.
Als eigentlicher Schöpfer der Gattung gilt der Dichter Dimitrios Koromilas (1850–98), der 1889 am Athener Theatro Omonia die dreiaktige Komödie I tychi tis Maroulas (Η τύχη της Μαρούλας ‚Maroulas Glück‘) mit Liedern von D. Kambouroglou herausbrachte. Dieses Werk ist bis heute außerordentlich erfolgreich im Repertoire griechischer Schauspieltruppen und war auch Grundlage des ersten griechischen Spielfilms im Jahr 1912. Ein weiteres erfolgreiches Werk war 1894 I sfoungarades (Οι σφουγγαράδες ‚Die Schwammfischer‘) von Nikolaos Kotselopoulos. Weitere Dichter, die Komidyllia schrieben, waren K. Xenos, Nikos Zanos und Spyridon Persidiadis.
Eine Vielzahl der Komidyllia bestand aus in eine volkstümliche Dimotiki übersetzten fremdsprachigen Schwänken nach dem Vorbild des Pariser Vaudeville, zu denen einfache, volksliedhafte Lieder komponiert wurden. Die wesentlichen Komponisten der Gattung waren Iosif Kesaris (1845–1923), Dimitrios Kokkos (1856–91) und Loudovikos Spinellis (1871/72–1904), der im Komidyllio einen wichtigen Schritt hin zu einer nationalen klassischen Musiktradition Griechenlands sah. Zum Ende des Jahrhunderts entstanden auch musikalisch größer angelegte griechische Operetten, die zu Beginn des 20. Jahrhunderts sehr populär wurden und 1908 zur Gründung der ersten griechischen Operettenkompanie führten.